# Chiesa della Santissima Trinità (Chieti)
La chiesa della Santissima Trinità è un edificio religioso di Chieti, presso il centro storico nella piazza Trento e Trieste.

## Storia
La chiesa fu costruita a partire dal 1586, quando l'Arciconfraternita della Trinità dei Pellegrini volle un nuovo edificio con annesso ospedale di ricevimento e cura dei viandanti, un sito del confratello Giuseppe Ceneo. Nel 1587 la chiesa fu completata nello stato primario, e dal 1602 iniziarono i lavori di abbellimento, nella facciata, terminata nel 1609. Nel 1634 il cardinale Antonio Santacroce la elevò a parrocchia; nel 1748 fu eretto il campanile a spese della Caonfraternita, e nel 1770 Fabrizio De Fabritiis intagliò il pulpito ligneo. Gli ultimi interventi si hanno nel 1844 con l'affresco della cappella del Suffragio, ricavata da una torre della cinta muraria, ad opera di Raffaele Ferrara.
 Nel 1902 fu inaugurato l'orologio soprastante il campanile.
La cappella laterale circolare fu ricavata inglobando uno dei torrioni dell'ex Porta Sant'Andrea. Dall'ex ospedale dei pellegrini fu ricavato palazzo Monaco La Valletta nel XVIII secolo.
Gli ultimi restauri vi furono negli anni 2000. Nel 2021 viene collovata nella nicchia della facciata la nuova statua della Madonna col Bambino, opera di Luciano Primavera, in sostituzione di una più antica, riposta nella sacrestia.

## Descrizione

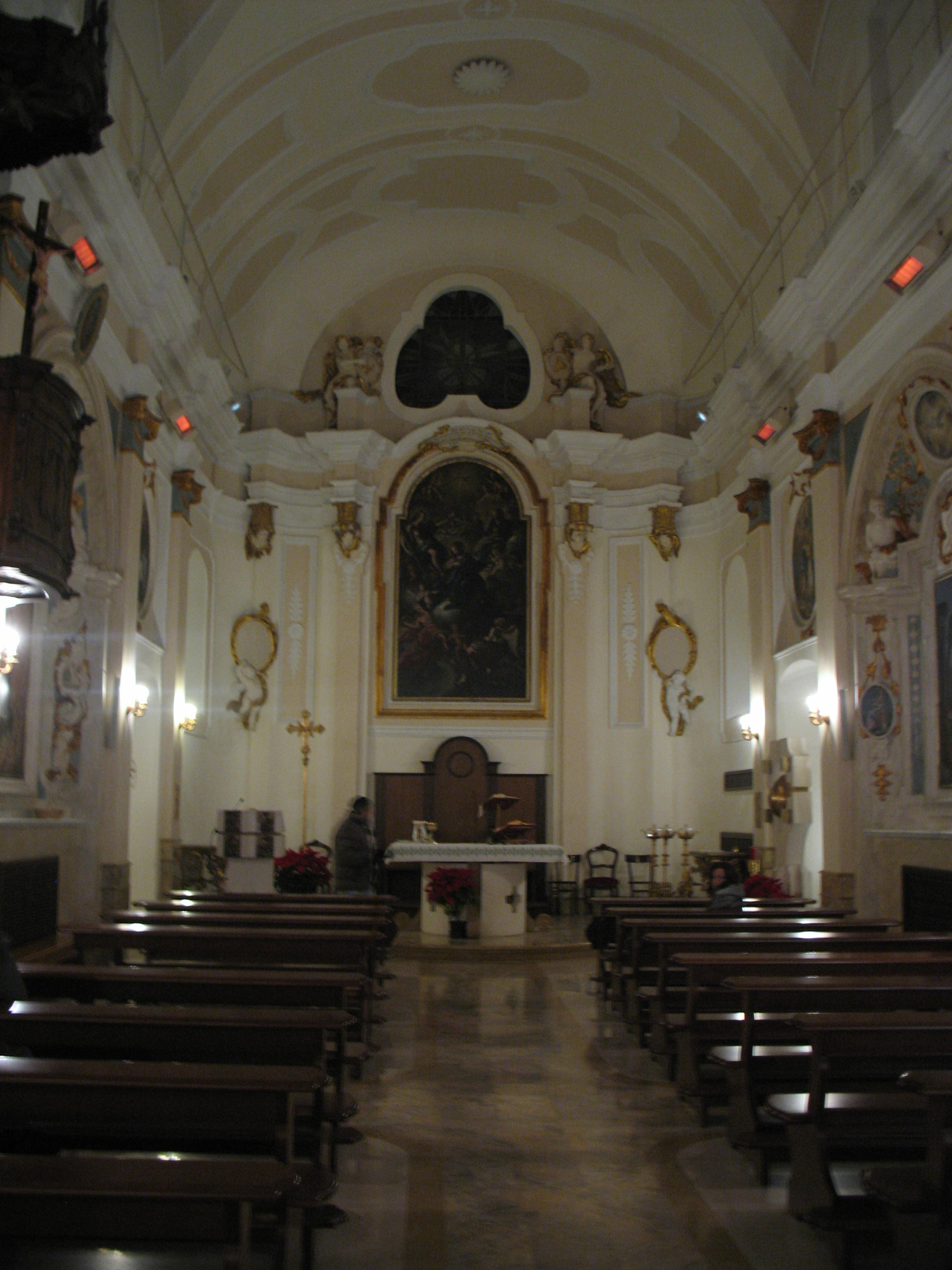
Interno

La chiesa ha pianta longitudinale a croce latina con transetto, e un'abside laterale verso la piazza, che conserva la cappella del Suffragio. La facciata è in laterizio con mattoni faccia vista, a tre piani digradanti verso l'alto, ripartiti da paraste poco rilevate, prive di ordine architettonico. Sul lato centrale, sopra il portale, vi è una nicchia cieca. Sul fianco a sinistra si appoggia il piccolo campanile a torre con orologio e cuspide a bulbo, tipico della scuola napoletana. L'interno, a navata unica, ha altari laterali racchiusi da arcate sguince; il pulpito e i confessionali sono intagliati da Fabrizio De Fabritiis di Orsogna; la balaustra della cantoria è intagliata da Giustino Critelli da Chieti. Una tela ovale sul presbiterio mostra san Giustino di Chieti con il panorama della città in sfondo, opera ottocentesca di Raffaele Ajola. 

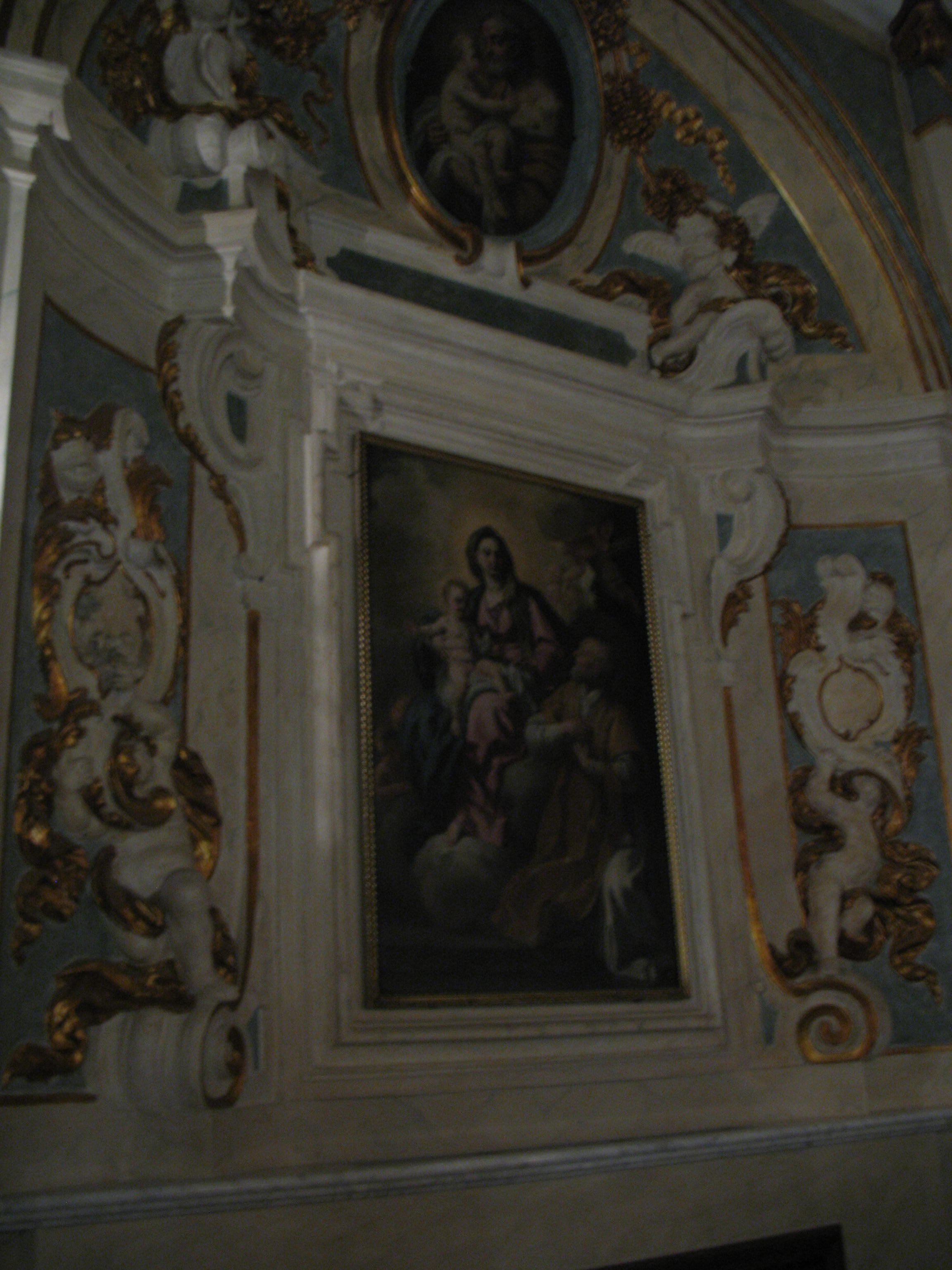
Tela della Vergine col Bambino

Nella cappella del Suffragio un tempo torre di Porta Sant'Andrea, è stata affrescata da Raffaele Ferrara con pannelli del Giudizio Universale; in essa si ammira un'interessante macchina scultorea della Trinità, eseguite su modello della statue della Germania del sud. La cappella a fianco, dedicata a Sant'Apollonia, presenta una tela di Donato Teodoro di Chieti. Nella cappella di Sant'Emidio c'è una tela del santo di Enrico Marchiani di fine '800.
Nel presbiterio c'è una grande pala d'altare di Donate Teodoro, della prima metà del XVIII secolo, raffigurante l'Incoronazione della Vergine con la Trinità; infine nella cappella di San Filippo Neri è presente un'interessante tela settecentesca di scuola napoletana, di Ludovico de Majo, che operò anche nella cattedrale, raffigurante il santo. Presso la cappella di Ognissanti si trovano quadri di Francesco Paolo Marchiani del XIX secolo, maestro di Francesco Paolo Michetti.

### Cappelle
- Cappella del Suffragio
- Cappella di Sant'Apollonia
- Cappella di Sant'Emidio
- Cappella di San Filippo Neri
- Cappella dell'Immacolata
- Cappella dell'Oratorio di Ognissanti